# مارتن كاروثرز
مارتن كاروثرز (بالإنجليزية: Martin Carruthers)‏ هو لاعب كرة قدم بريطاني، ولد في 7 أغسطس 1972 في نوتنغهام في المملكة المتحدة. لعب مع أستون فيلا ودارلينجتون إف سى وستوك سيتي وسكونثورب يونايتد وكامبريدج يونايتد ولينكولن سيتي أف سي وماكليسفيلد تاون ونادي بوسطن يونايتد ونادي بيتربورو يونايتد ونادي ساوثيند يونايتد ونادي يورك سيتي وهال سيتي.

## وصلات خارجية
- مارتن كاروثرز على موقع قاعدة بيانات كرة القدم.إي يو (الإنجليزية)
- مارتن كاروثرز على موقع Soccerbase.com (لاعب) (الإنجليزية)
- مارتن كاروثرز على موقع عالم كرة القدم.نت (الإنجليزية)